# 4350 Shibecha
4350 Shibecha este un asteroid din centura principală, descoperit pe 26 octombrie 1989 de Seiji Ueda și Hiroshi Kaneda.